# Filterregel
Die Filterregel nach Terzaghi ist ein Kriterium für die Filterstabilität von Böden. Sie gibt an, welche Kornverteilungen zwei aneinandergrenzende Böden haben dürfen, ohne dass feine Bestandteile des dichteren Bodens ausgespült werden, wenn Wasser durch den Boden sickert oder strömt. Die Kornverteilungen von Böden werden bestimmt, indem die Böden mit verschieden großen genormten Sieben gesiebt werden. Der durchlässigere Boden mit den gröberen Körnern (das Filtermaterial) darf nicht so große Porenräume haben, dass die feinen Körner des dichteren Bodens hindurchpassen. Um das zu gewährleisten, muss die sogenannte mechanische Filterfestigkeit erfüllt sein. Das Verhältnis der Korngröße D15 des Filtermaterials zu d85 des abzufilternden Bodens muss dazu kleiner/gleich 4 sein. D15 und d85 sind dabei die Siebgrößen, bei denen 15 bzw. 85 % der Bodenkörner durch das Sieb gehen. 
{\displaystyle {\frac {D15}{d85}}<4}
- D15 = Durchmesser bei 15 % Siebdurchgang (des Filtermaterials)
- d85 = Durchmesser bei 85 % Siebdurchgang (des abzufilternden Bodens)

Eine weitere Regel bei der Auswahl des Filtermaterials ist die Durchlässigkeitsregel bzw. die sog. hydraulische Wirksamkeit. Sie soll gewährleisten, dass die Porenräume des Filterbodens nicht durch von der Strömung gelöste Basiskornpartikel verstopfen, da sonst ein erhöhter Porenwasserdruck zustande kommt. Die hydraulische Wirksamkeit wird berechnet mit: 
{\displaystyle {\frac {D15}{d15}}>4}
als Zusatzbedingung muss
{\displaystyle {\frac {D50}{d50}}<20} erfüllt sein.
Filter aus Bodenschichten werden zum Beispiel als Entwässerungszone hinter der Lehm-Dichtungsschicht von Staudämmen verwendet. 
Ist die Filterregel nicht erfüllt, so kann der Dichtungslehm erodiert und weggespült werden, was zu einem Dammbruch führen kann.
Es gibt weitere Filterregeln, auch solche, die darüber Auskunft geben, ob der Filter überhaupt hydraulisch wirksam ist; die Filterregel nach Terzaghi ist jedoch die wichtigste. Die Filterregeln sind wichtig, um Erosion, Suffosion und Kolmation zu verhindern.